# Promachus opacus
Promachus opacus là một loài ruồi trong họ Asilidae. Promachus opacus được Becker miêu tả năm 1925. Loài này phân bố ở miền Ấn Độ - Mã Lai.